# Donia Saleh
Donia Saleh, född 10 april 1996 i Uppsala, är en svensk författare.
Saleh växte upp i Svartbäcken i Uppsala. Hennes far kommer från Irak och hennes mor från Kurdistan. Saleh har studerat litterär gestaltning vid Konsthögskolan Valand. Hon debuterade 2020 med romanen Ya Leila som skildrar tonårstjejerna Leilas och Amilas vänskap. Romanen nominerades till Borås Tidnings debutantpris och ledde även till att Saleh nominerades till Katapultpriset 2021. Ya Leila fick överlag goda recensioner på svenskspråkiga bokbloggar och kultursidor. Hon erhöll Sigtunastiftelsens författarstipendium år 2021 och har medverkat med bokrecensioner i Aftonbladet och Göteborgs-Posten.
Som förste mottagare tilldelades Donia Saleh Ingela Linds pris 2024 